# Онома, Джош
Джо́шуа Огенетега Питер Онома (англ. Joshua Oghenetega Peter Onomah; родился 27 апреля 1997 года в Энфилде, Великобритания) — английский футболист, полузащитник.

## Клубная карьера
Джошуа является выпускником футбольной академии «Тоттенхэм Хотспур». 11 декабря 2014 года Онома был включён в заявку на гостевую встречу Лиги Европы с турецким «Бешикташем», однако на поле не появился. За основную команду «шпор» дебютировал 14 января 2015 года в переигровке матча 3 раунда Кубка Англии против «Бернли», заменив на 75 минуте Андроса Таунсенда.

## Карьера в сборной
Онома выступал за юношеские сборные Англии до 16 и до 17 лет. В мае 2014 года он был включён в состав сборной Англии на юношеский чемпионат Европы 2014 в Мальте. На турнире полузащитник провёл четыре из пяти матчей своей команды, в том числе и финальный с Нидерландами, в котором англичане завоевали чемпионский титул в серии пенальти. В 2017 году вместе со сборной Англии до 20 лет стал чемпионом на молодёжном чемпионате мира.

## Достижения
Англия (до 17)
- Чемпион Европы: 2014

Англия (до 20)
- Чемпион мира: 2017